# PTGui
PTGui (сокр. от англ. Panorama Tools Graphical user interface) — коммерческая (условно-бесплатная) компьютерная программа для создания панорамных фотоснимков, разработанная и поддерживаемая основанной в 1996 году нидерландской компанией New House Internet Services из Роттердама. Первоначально PTGui представляла собой графический интерфейс к комплекту бесплатных инструментов Panorama Tools (из чего следует и название программы), однако более поздние версии программы используют собственные алгоритмы сшивания фотографий. Начиная с 10-й версии поддерживается аппаратное ускорение обработки на видеоадаптерах (OpenCL).
Возможности программы:
- создание панорам из любого числа исходных изображений с различными видами проекций;
- полная автоматизация: создание панорамы в несколько щелчков мыши;
- предварительный просмотр в реальном времени;
- редактор панорам для визуального и диалогового редактирования;
- полная поддержка 16-битного режима;
- создание панорам, пригодных для обработки в графических редакторах;
- чтение информации EXIF из изображений, сделанных цифровыми камерами;
- определение параметров объектива и кроп-фактора камеры.

Помимо базовой версии PTGui существует расширенный вариант программы под названием PTGui Pro, которая имеет большое количество дополнительных функций: 
- пакетное добавление контрольных точек;
- пакетное создание панорам на основе готового шаблона;
- поддержка журналов заданий;
- работа с одиночными и панорамными изображениями расширенного динамического диапазона;
- корректировка тонов и др.

Поддерживаемые проекции:
- прямоугольная проекция;
- цилиндрическая проекция;
- эквидистантная проекция;
- циркулярный рыбий глаз (круглое изображение с охватом 180° по горизонтали и по вертикали);
- полнокадровый рыбий глаз (прямоугольное изображение с охватом 180° по диагонали);
- стереографическая проекция;
- обратная стереографическая проекция;
- проекция Меркатора;
- проекция ведута;
- поперечная эквидистантная проекция;
- поперечная цилиндрическая проекция;
- поперечная проекция Меркатора;
- поперечная проекция ведута;
- сферическая проекция (эквидистантная проекция с охватом 360° по горизонтали и 180° по вертикали);
- проекция "Маленькая планета" (обратная стереографическая проекция с охватом 300°).